# Euxoa rufa
Euxoa rufa är en fjärilsart som beskrevs av Tutt 1892. Euxoa rufa ingår i släktet Euxoa och familjen nattflyn. Inga underarter finns listade i Catalogue of Life.